# Älgarås kyrka
Älgarås kyrka är en kyrkobyggnad som sedan 2006 tillhör Hova-Älgarås församling (tidigare Älgarås församling) i Skara stift. Den ligger i södra delen av samhället Älgarås i Töreboda kommun.

## Kyrkobyggnaden
Nuvarande kyrka föregicks av en liten träkyrka från tidig medeltid.
Nuvarande träkyrka uppfördes vid slutet av 1400-talet bestående av ett rektangulärt långhus med ett mindre rakslutet kor. Den byggdes helt i furu och var både i plan- och byggnadstekniskt lik sin föregångare . Ett vapenhus byggdes 1647 och det tresidiga koret tillkom 1684. Sakristian norr om koret byggdes 1705 och ett vapenhus vid södra sidan tillkom 1707. Ett kyrktorn vid västra sidan uppfördes 1735 och ersatte en klockstapel nordväst om kyrkan. Samtidigt fick kyrkan nya och större fönster.
Takmålningarna är utförda 1757 av Anders Broddesson från Fredsbergs socken. Vid östra sidan ovanför altaret skildras Jesu uppståndelse. I mitten skildras Himmelsfärden och vid orgelläktaren i väster skildras Yttersta domen.
Kyrkans ytterväggar är klädda med rödmålade spån.

## Inventarier
- En tronande madonnaskulptur i skåp från 1200-talets förra hälft utförd i furu. Figurens höjd 42 cm och skåpets 78 cm. Både skåp och figur ommålade omkring 1920.[2]
- En kalvariegrupp från omkring 1250 utförd i ek. Mariafigurens höjd 145 cm. Ommålad omkring 1920.[2]
- En liten dopfunt av täljsten är från 1200-talet.
- Triumfkrucifixet är från medeltiden.
- En kyrkklocka som troligen är  gjuten i början av 1200-talet och av samma typ som den i Saleby kyrka. Klockan har två smala skriftband med rutnät, fyra kors med tvärstreck och ett bomärke. Det nedre skriftbandet har en valhänt utformad spegelvänd runinskrift.[3]
- Nuvarande altaruppsats från 1696 är gjord av Mäster Enock i Fägre.
- Predikstolen från mitten av 1700-talet är målad av Anders Broddesson.

### Orgel
- Orgeln är inköpt 1967 från Smedmans Orgelbyggeri och placerad på västra läktaren. Den har tretton stämmor fördelade på två manualer och pedal. Fasaden, ritad av Tore Virke, är samtida med orgeln, modernistiskt utformad. Tidigare orgel var tillverkad 1918 av Hammarbergs Orgelbyggeri AB.[4]